# 岐山郡
岐山郡，中国南北朝时设置的郡。
西魏文帝大统四年（538年）以平秦郡改置岐山郡，以辖区内岐山得名，治雍县雍城镇（今陕西凤翔县东2.5公里义坞堡），属岐州。为丝路东段南道必经之地，商贸发达。领雍、横水、周城三县。西魏后期领雍、周城二县。北周时领雍、三龙、周城三县。辖境约当今陕西省凤翔县、岐山县、千阳县、扶风县北及麟游县东南一带。隋文帝开皇三年（583年）废岐山郡，属县直属岐州。